# Stepan Sorjan

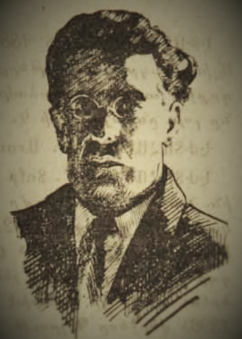
Porträt-Zeichnung zw. 1938–40

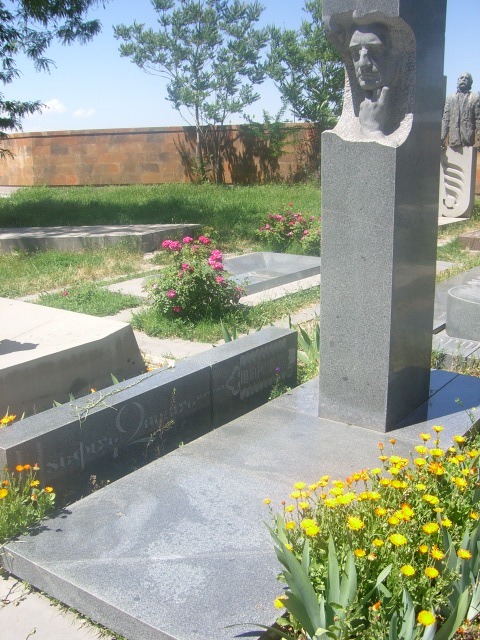
Grab von Sorjan in Jerewan

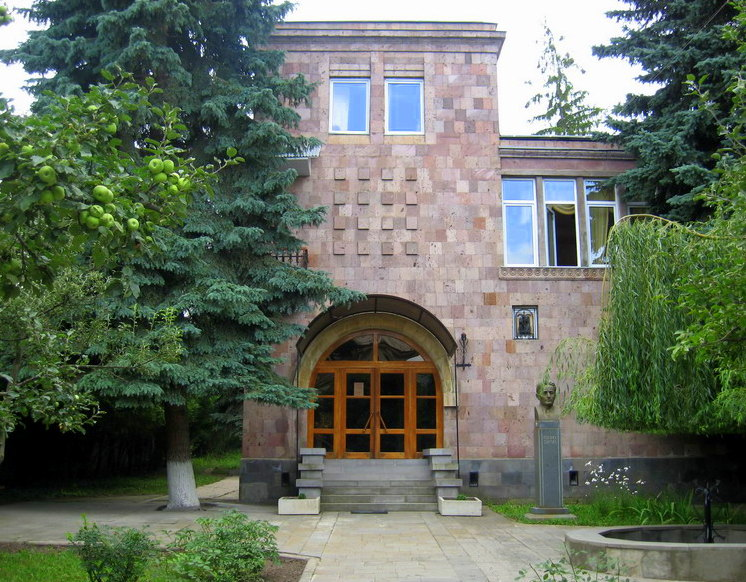
Stepan-Sorjan-Museum in Wanadsor

Stepan Jeghiaji Sorjan (Arakeljan) (armenisch Ստեփան Եղիայի Զորյան (Առաքելյան), russisch Стефан Евгениевич Зорьян, engl.: Stepan Yeghiayi Zoryan (Arakelyan), * 15. September 1889, Karakilisa, Gouvernement Eriwan, Russisches Kaiserreich; † 14. Oktober 1967, Jerewan, Armenische SSR, Sowjetunion) war ein sowjet-armenischer Schriftsteller.

## Leben
Sorjan erhielt seine schulische Ausbildung 1896 bis 1898 an einer privaten Schule. 1902 besuchte er eine zweijährige russische Schule, wo er 1904 abschloss. 1906 ging er nach Tbilissi (Georgien). 1909 wurde im Magazin Luma seine erste Geschichte veröffentlicht, „Hungrige Wesen“ (Hungry beings). Ab 1909 arbeitete er für die Zeitung Mshak.
1918 wurde seine Erste Sammlung von Erzählungen veröffentlicht Die traurigen Menschen. 1919 zog er nach Jerewan.
Von 1922 bis 1925 arbeitete er als Hauptherausgeber des Komitee für Erziehung des Staatlichen Veröffentlichungsbüros der Armenischen Sozialistischen Sowjetrepublik. Ab 1926 arbeitete er auch an der Wochenzeitung Armenische Zusammenarbeit. Als Berater wirkte er in dem Armenian movie (1930) mit. 1934 wurde er als Mitglied der Schriftstellerunion der UdSSR und als Stellvertreter des Schriftstellerforum I der UdSSR gewählt.
1935 erhielt er die Medaille „Rote Fahne der Arbeit“. 1944 wurde der Roman Pap Tagavor („König Pap“) veröffentlicht und 1945 die Sammlung Einfache Seelen. 1950 wurde Sorjan zum Administrativ-Sekretär der Armenischen Schriftsteller-Union gewählt.
1959 wurde Armenische Festung veröffentlicht.
1965 wurde Sorjan zum Präsidenten des Beratenden Ministerialen Komitees für Auszeichnungen für Literatur, Kunst und Architektur gewählt.
Im selben Jahr erhielt er den Titel Akademiker der Armenischen Nationalen Akademie der Wissenschaften. 1967 wurde der historische Roman Varazdad veröffentlicht.

## Tod
Sorjan starb am 14. Oktober 1967 und wurde in Jerewan im Komitas Pantheon bestattet.

## Ehrungen
1980 wurde ein jährlich verliehener Preis nach Sorjan benannt.

## Werk
Sorjans Werke war dem Leben auf dem Dorf in Armenien gewidmet, den sozialen Problemen und der Sowjetisierung.
Daneben hatte er das Zeil, Göttliche Wahrheit zu lehren und den armen und ungebildeten Menschen in abgelegenen Dörfern zu vermitteln.
Nach der Oktoberrevolution veröffentlichte er eine Reihe von Roman-Sammlungen (Krieg, 1925; Tsovan, 1925; Das Bibliotheks-Mädchen, 1926; Feuer, 1927 etc.).
Eines seiner bekanntesten Werke ist Pap Tagavor („König Pap“), ein historischer Roman, welcher vielfach aufgelegt und in das armenische Schulcurriculum aufgenommen wurde. Seine Werke wurden in 22 Sprachen übersetzt.

## Stepan Sorjan-Museum
Das Stepan Sorjani tun-tangaran (Ստեփան Զորյանի տուն-թանգարան, Stepan Zoryan State Museum) wurde 1972 in Kirowakan (heute Wanadsor) im Haus des Schriftstellers eröffnet. Das Haus heißt bei den Einheimischen Armenische Festung. Es wurde teilweise zerstört durch das Erdbeben von Spitak 1988, jedoch bereits 1990 wieder eröffnet.

## Filmographie
- Stepan Zoryan, ein 10-minütiger Schwarz-Weiß-Dokumentarfilm von S. Arakelian von 1969.